# Сельское поселение Усакла
Сельское поселение Усакла — муниципальное образование в Клявлинском районе Самарской области.
Административный центр — село Усакла.

## Административное устройство
В состав сельского поселения Усакла входят:
- деревня Ерыкла,
- деревня Ойкино,
- село Старое Резяпкино,
- село Усакла.